# ВТК-24

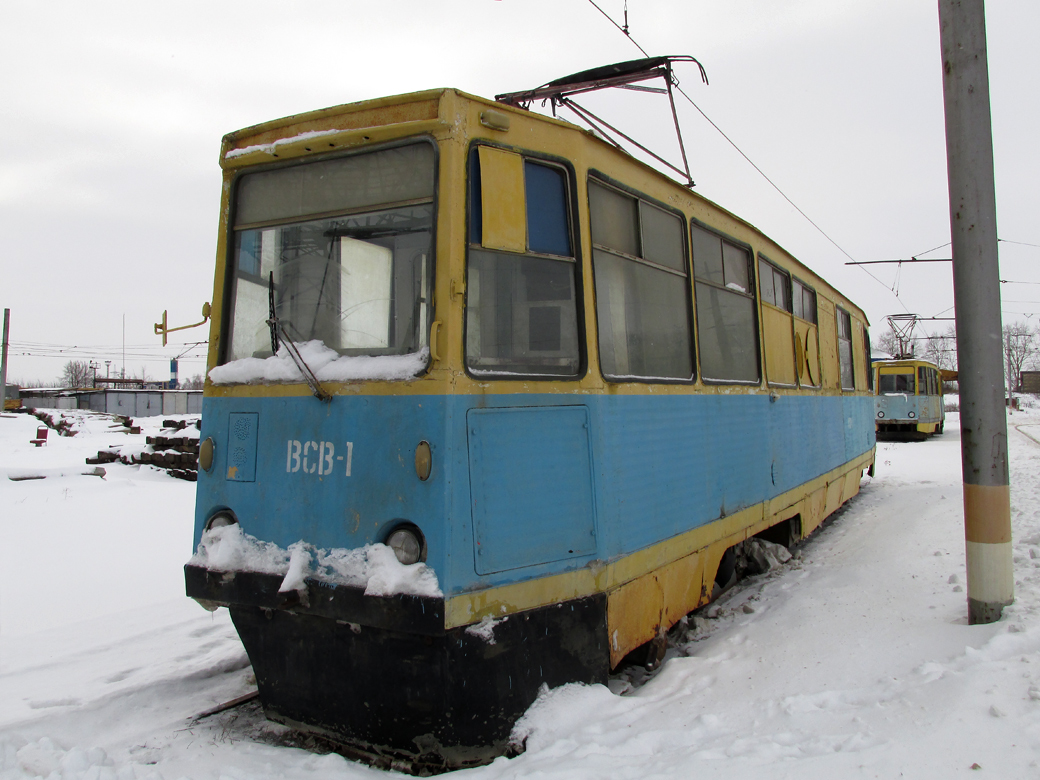
ВТК-24 в трамвайном депо Ульяновска

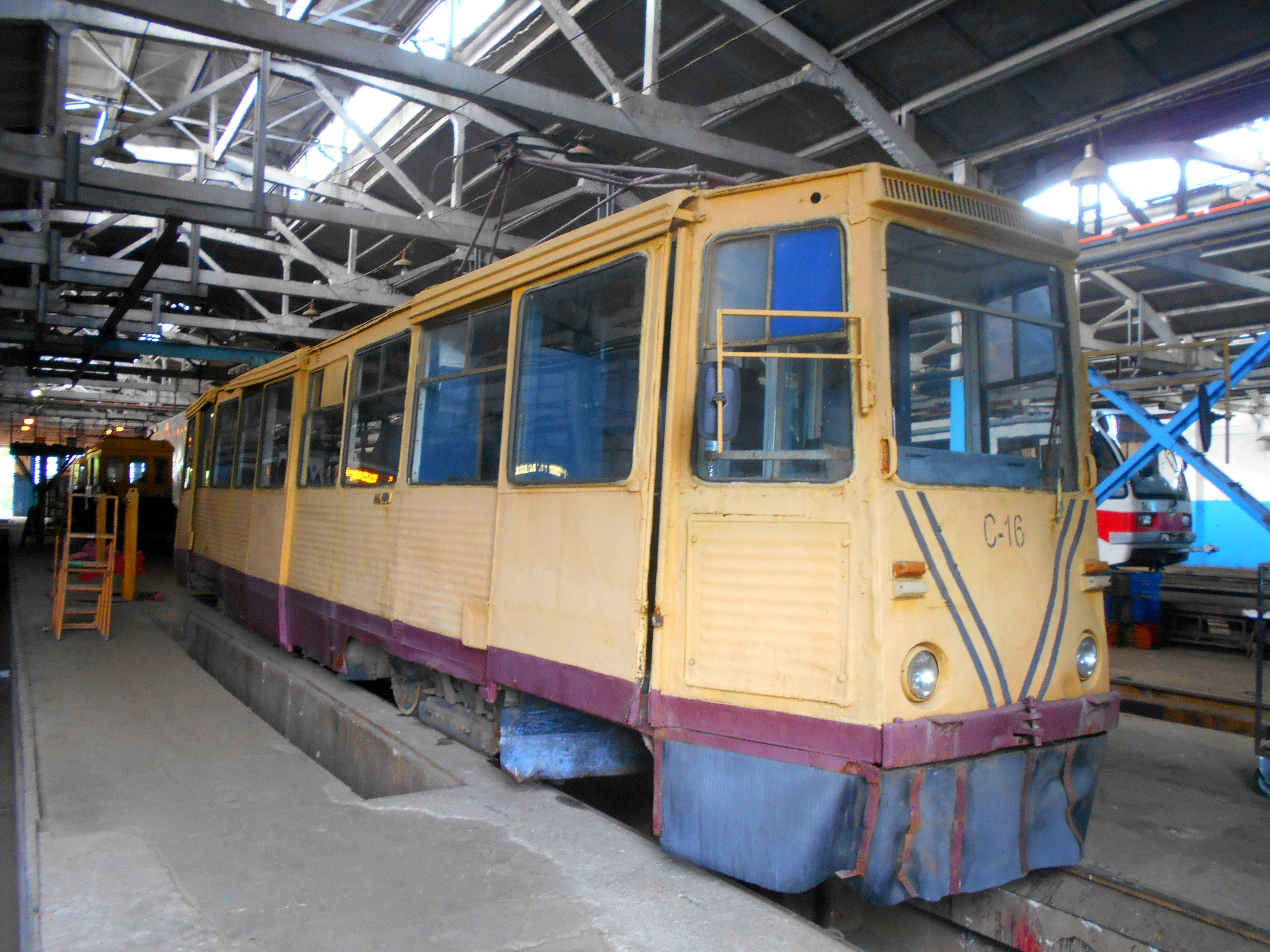
ВТК-24 внутри трамвайного депо № 1 Нижнего Новгорода

ВТК-24 — советский трамвайный вихревой снегоочиститель на базе вагона 71-605. По документации трамваи производились (переоборудовались) на ВРТТЗ (де-факто: на Новосибирском Трамвайно-Троллейбусном Ремонтном Заводе).
Вагон создавался путем глубокой переделки КТМ-5. Пассажирский салон ликвидировался, в бывшем салоне устанавливалась «улитка»-компрессор. В хвостовую часть салона выносились реостаты, во избежание попадания в них снега. В кабину выводились приборы управления компрессором.
Принцип отчистки снега состоит в том, что компрессор нагнетает воздух в «короб», расположенный под кабиной. Снег выбрасывается струей воздуха в основном вправо от пути. Применение вихревого способа очистки эффективно только для не липнущего снега. Как и любой другой вихревик, ВТК-24 эффективен только против свежевыпавшего сухого снега. Мокрый снег и слежавшийся почти не сдувается, для этих целей используют щеточные снегочисты (ВТК 01, РГС2, ГС4). Вихревые снегоотчистители очень не любят автомобилисты — струя выдуваемого снега сильно затрудняет движение по прилегающей автодороге, так как видимость падает почти до нуля.
Вагоны ВТК-24 встречаются во многих трамвайных хозяйствах, например в Новокузнецке, в Прокопьевске, в Осинниках, в Уфе.
ВТК-24М — модернизированный трамвай на базе 71-605А. Всего сделали 3 экземпляра. В данный момент все 3 работают в двух городах. 2 вагона (зав.: 1, 2) поступили в Хабаровск в конце 2000-х. 1 вагон (зав. 3) поступил в Нижний Тагил (немного видоизменённый от первых двух). Также у первого и третьего экземпляров был щит от снега.

## Вагоны-долгожители
Вагоны ВТК-24 в Санкт-Петербурге являются одними из последних вагонов УКВЗ в этом городе. В Прокопьевске ВТК-24 имеют имена собственные: Буран, Ветерок и т. д.